# David Sassoon
Pour les articles homonymes, voir Sassoon.
David Sassoon, né en octobre 1792 à Bagdad (Irak) et décédé le 7 novembre 1864 à Pune (Inde), a été le trésorier général de Bagdad de 1817 à 1829. Réfugié en Inde, il acquiert une fortune considérable dans le négoce, la finance et l'industrie. Il est nommé président de la communauté juive de Bombay (Mumbai), principalement d'origine bagdadienne.

## Biographie
Sassoon est né à Bagdad, en Irak, alors partie de l'Empire ottoman, où son père, Saleh Sassoon, est un riche homme d'affaires, trésorier général du pacha, gouverneur de Bagdad, de 1781 à 1817, et dirigeant de la communauté juive de la ville.   
La famille de son père et celle de sa mère, Amam Gabbai, sont des séfarades d'origine espagnole. Après une éducation traditionnelle en hébreu, Sassoon épouse Hannah en 1818. Ils ont deux garçons et deux filles avant qu'elle ne meurt en 1826. Deux ans plus tard, il se remarie avec Farha Hyeem (1812-1886), avec qui il aura six fils et trois filles.
À la suite d'une persécution croissante des Juifs de Bagdad par Dawud Pasha, la famille s'installe à Bombay en passant par la Perse. 
David Sassoon, dès 1832, se lance dans les affaires à Bombay, servant au début comme intermédiaire entre les sociétés textiles britanniques et les marchands de matière première du Golfe, investissant par la suite dans des installations portuaires importantes. Ses concurrents principaux sont des Parsis dont les profits proviennent de leur domination du trafic sino-indien de l'opium depuis les années 1820.
Quand le traité de Nankin en 1842 ouvre la Chine aux commerçants britanniques, Sassoon développe ses opérations textiles en un commerce triangulaire particulièrement lucratif : le fil et l'opium indien sont envoyés en Chine, où il achète des produits qu'il revend en Grande-Bretagne, lui permettant d'acquérir des textiles en coton du Lancashire.
Il envoie son fils Elias David Sassoon à Canton, où il se trouve le premier négociant juif face à 24 concurrents parsis. En 1845 David Sassoon & Sons ouvre un office dans ce qui deviendra bientôt la concession britannique de Shanghai et qui sera le second pôle d'opérations de la société.
En 1844, il installe une filiale à Hong Kong, et l'année suivante, il implante sa filiale de Shanghai sur le Bund pour tirer profit du trafic de l'opium.

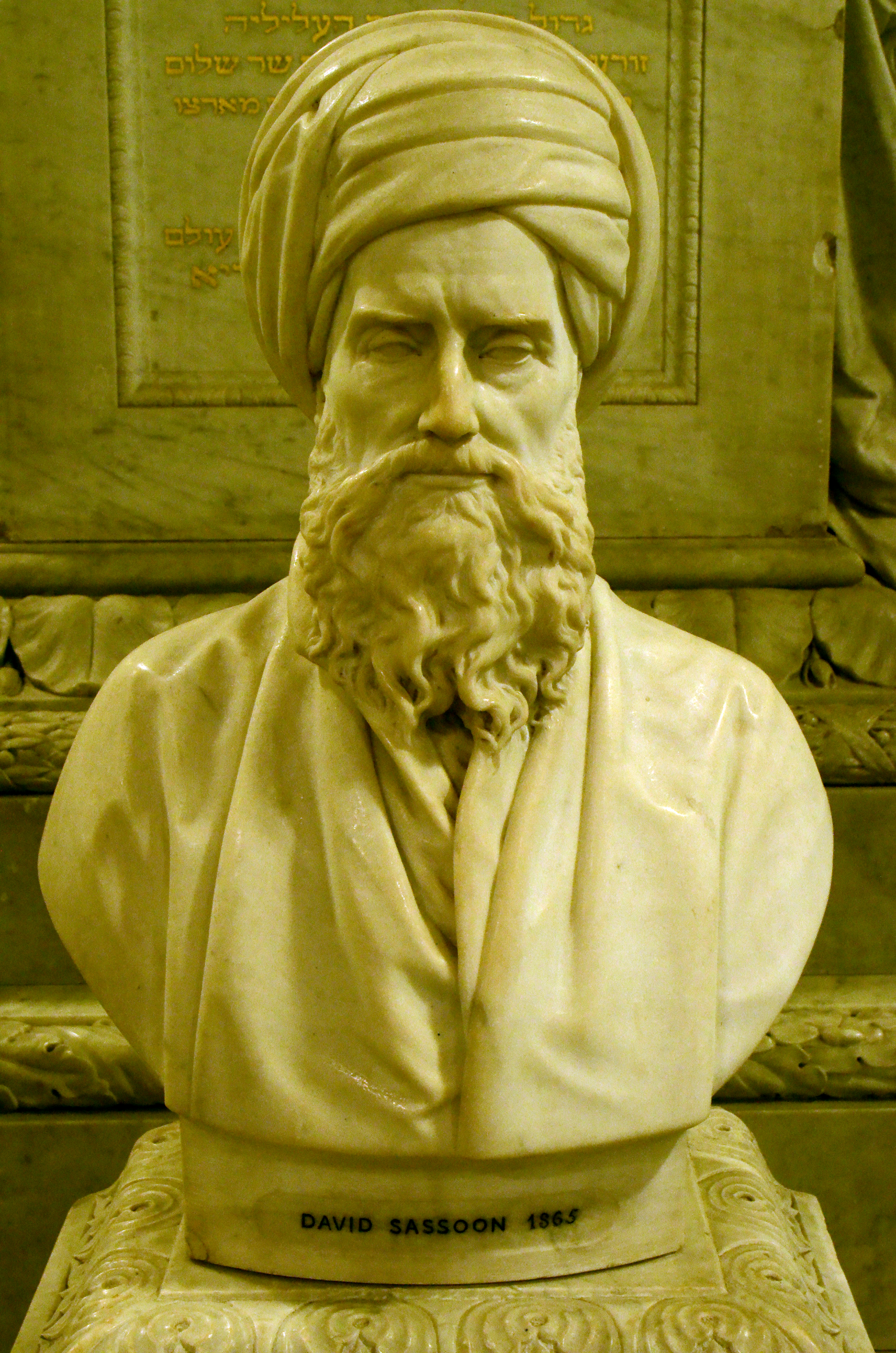

Ce n'est que dans les années 1860, que les Sassoon purent devenir les dirigeants de la communauté juive de Bagdad en Inde. À cette époque, leurs affaires de négoce dépassent celles de la communauté parsie, principalement dû aux opportunités offertes par la guerre civile américaine. Pendant cette guerre, la production de coton par les états confédérés du sud décline. Les Sassoon en profitent pour fournir aux usines textiles du Lancashire du coton indien à la place du coton américain.
Simultanément, David Sassoon et les autres négociants parsis, tel que Jamshedji Jejaboy, continuent leur négoce avec la Chine. Profitant de ses ressources, Sassoon ouvre une première filature textile sous le nom de E.D. Sassoon Mills, puis d'autres. Sa fortune s'amplifie et il devient le plus important propriétaire de filatures d'Inde. Il est surnommé le Badshah du monde des affaires de Bombay. Il possèdera en tout 17 filatures, employant de 15 à 20 000 ouvriers. Il investit aussi massivement dans de nombreuses autres industries.
David Sassoon est un Juif orthodoxe, respectant strictement les préceptes religieux. Il est aussi membre de l'assemblée législative. Il fait construire la plus grande et la plus belle synagogue de l'Inde, la synagogue Magen David à Byculla, un des quartiers de Bombay ainsi que la synagogue Ohel David à Pune. Ces deux synagogues sont devenues des lieux touristiques faisant partie de l'héritage culturel indien. De nombreuses fondations charitables ou éducatives, fondées par ses soins, portent son nom ou celui d'un des membres de sa famille. Certaines existent toujours de nos jours. Les villes de Bombay et de Pune possèdent de nombreux édifices majeurs lui ayant appartenu. Il est le bâtisseur des docks de Colaba, dénommés les Sassoon docks dans le sud de Bombay, à l'époque les plus importants de la ville.

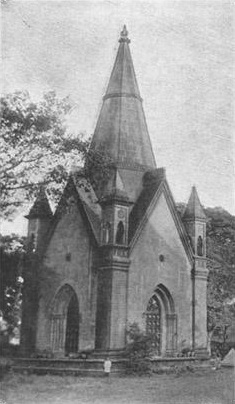
Tombe de David Sassoon, Lal Deval, Moledina Rd, Pune, Indie.

Il vit avec sa famille à Byculla dans un palais nommé Sans souci. Donné au Parsi Trust, il est devenu aujourd'hui l'hôpital Masina. À proximité, le jardin Victoria (actuellement Rani Baugh) faisait partie des biens des Sassoon et a été donné à la Bombay Municipal Corporation pour y construire le Albert Museum (actuellement le Dr Bhau Daji Lad Museum, conçu par l'un des architectes les plus renommés de son temps.
Conscient de son rôle de leader de la communauté juive, il aide la communauté des Bene Israël et celle des Juifs de Cochin à développer leur identité juive.

## Ses descendants

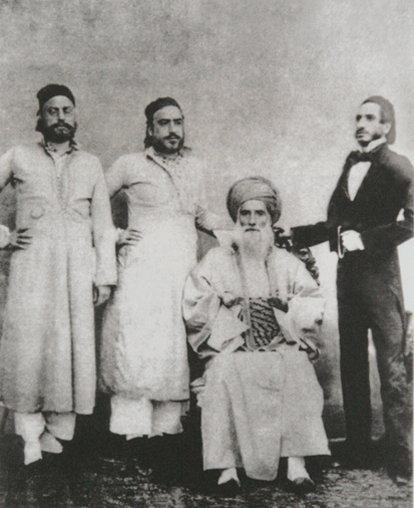
David Sassoon (assis) et ses fils Elias David Sassoon, Albert (Abdallah) et Sassoon David.

### Ses enfants
David Sassoon meurt dans sa résidence de Pune en 1864. Ses affaires sont reprises par son fils Sir Albert Sassoon, tandis que son autre fils Elias David crée une compagnie concurrente.
Bien que David Sassoon ne parle pas l'anglais, il est naturalisé britannique en 1853. Il continue toute sa vie à se vêtir et à se comporter comme les Juifs de Bagdad, mais autorise ses enfants à adopter les manières anglaises. Son fils Abdullah change son nom en Albert, s'installe en Angleterre et devient un  baronet. Il se mariera avec une fille de la famille Rothschild. Tous les Sassoon d'Europe seraient descendants de David Sassoon.

### David Solomon Sassoon
Le petit fils de David Sassoon, David Solomon Sassoon (1880–1942), a énormément voyagé dans le seul but de collectionner des manuscrits et des livres en hébreu qu'il a par la suite répertoriés dans un livre en deux volumes intitulé Ohel David. L'importance de sa collection privée a permis à des spécialistes d'étudier vingt-quatre rites liturgiques pratiqués par différentes communautés juives au XIXe siècle: les communautés d'Alep, ashkénaze, égyptienne, italienne, marocaine, tunisienne, de Tlemcen, karaïte,  Sefardi d'Espagne, Bene Israël (Inde), de Cochin, turque, yéménite, entre autres. Un des plus importants manuscrits qu'il a rapporté, est le Halakhot Pessoukot (Lois décisives) du rabbin Yehoudaï Gaon, un ouvrage obtenu d'un Juif du Yémen en 1911, mais écrit à Babylone ou en perse au IXe ou Xe siècle. Au Yémen, il a aussi obtenu une copie manuscrite du Guide des égarés de Maïmonide, écrite en Espagne au XIVe siècle (1397). De nombreux manuscrits et incunables rassemblés par David Salomon Sassoon ont été vendus aux enchères par Sotheby's à Londres, Zurich et New York entre 1975 et 1994, afin de payer les droits de succession britannique. Actuellement ce qui reste de la collection privée de manuscrits hébreux de David Solomon est conservé à l'université de Toronto au Canada.

## Bâtiments construits par D. Sassoon
D. Sassoon et sa famille ont été de grands philanthropes, investissant dans l'éducation, la santé et pour sa communauté:
- Établissements culturels et éducatifs:
  - Bibliothèque et salle de lecture David Sassoon (Fort Mumbai)
  - Le Victoria Garden and Albert Museum (aujourd'hui le Dr Bhau Daji Lad Museum) (Byculla, Mumbai)
  - Collège Jacob Sassoon (Byculla, Mumbai)
  - Collège Eliza Ezra Ezekiel Sassoon  (Byculla, Mumbai): initialement pour les élèves de la communauté juive. Son conseil d'administration est toujours juif, mais le collège est ouvert à toutes les confessions et ses élèves sont à 98 % musulmans.
  - École technologique Elphinstone (Parel, Mumbai)
  - École correctionnel et école pour sourds (Matunga, Mumbai)
- Établissements médicaux
  - Hôpital David Sassoon, JJ Hospital Premises (Byculla, Mumbai)
  - Hôpital Sassoon (Pune)
  - Hôpital Masina (Byculla, Mumbai): initialement le palais où résidait David Sassoon, donné par les Sassoon à un trust parsi et transformé en hôpital.
  - Dispensaire Lady Rachel Sassoon (Pune)
- Établissements religieux
  - Synagogue Magen David (Byculla, Mumbai)
  - Synagogue Eliyahoo (Colaba, Mumbai)
  - Synagogue Ohel David (Pune)
  - Vridha Ashram David Sassoon (Pune)
- Autres bâtiments 
  - Les docks Sassoon (Colaba, Mumbai)
  - Quartier général de la Bank of India, (Fort, Mumbai)

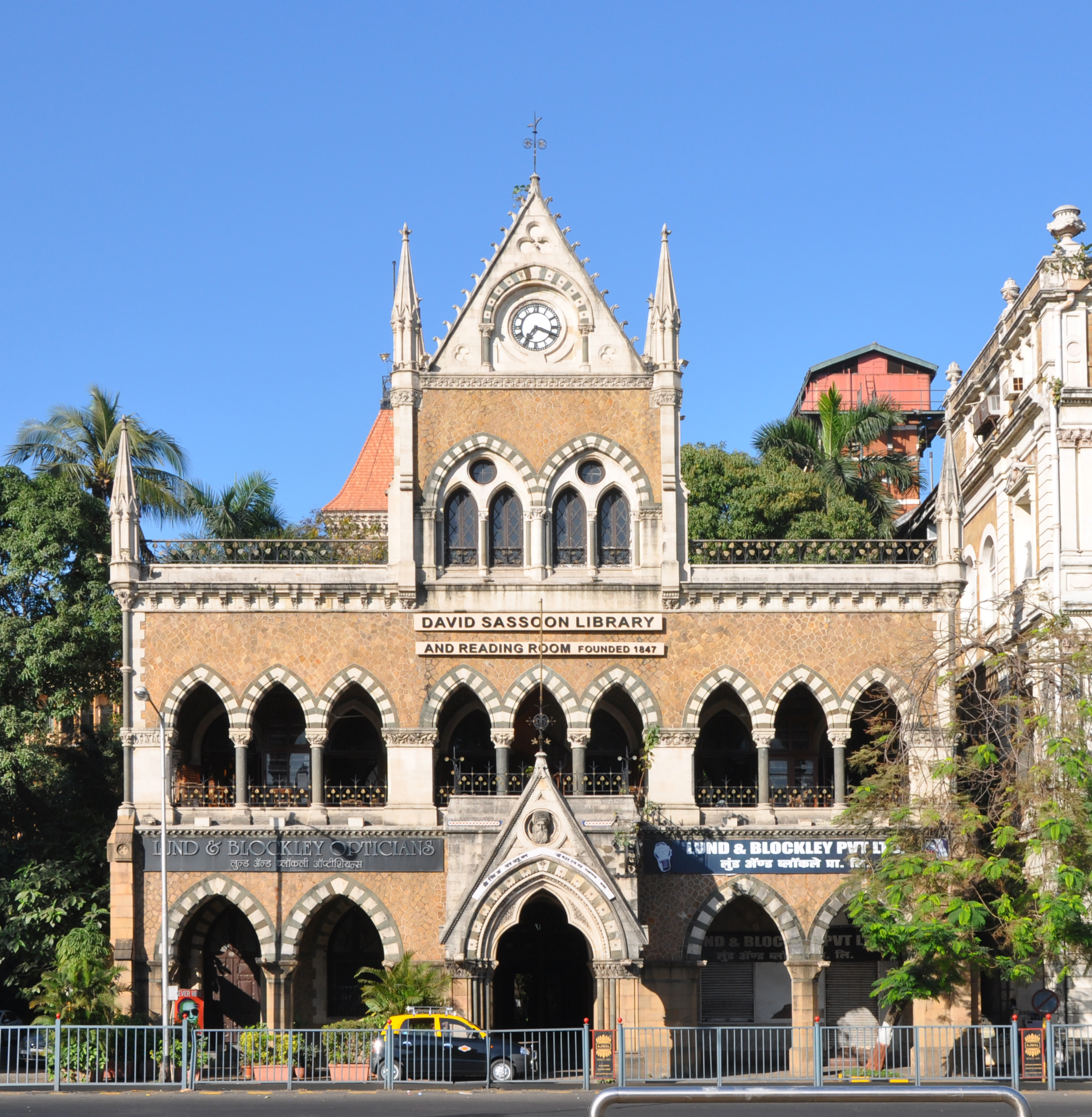
Bibliothèque David-Sassoon.
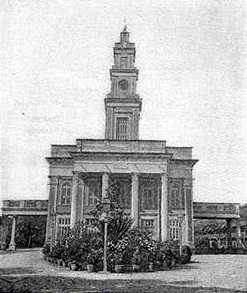
Synagogue Magen David de Mumbai au début du XXe siècle.
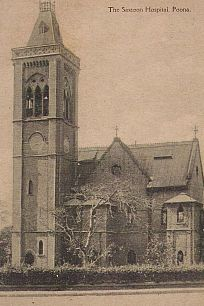
Hôpital Sassoon de Pune en 1923.
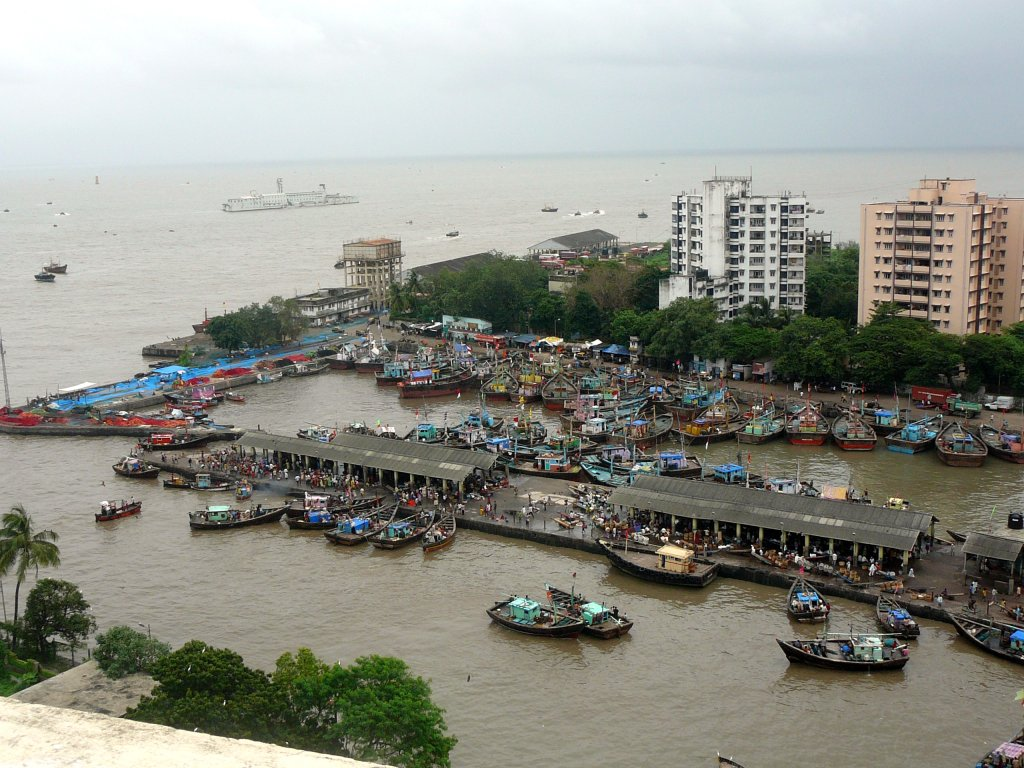
Les docks Sassoon à Mumbai.